# Waldemar Miśko
Waldemar Włodzimierz Miśko (ur. 23 lutego 1961 w Sulęcinie) – polski samorządowiec, w latach 1993–2024 burmistrz Karlina, a także przewodniczący Konwentu Wójtów, Burmistrzów i Prezydentów Województwa Zachodniopomorskiego. Od 2024 roku prezes Wojewódzkiego Funduszu Ochrony Środowiska i Gospodarki Wodnej w Szczecinie.

## Życiorys
W 1990 roku uzyskał tytuł magistra inżyniera budownictwa na Politechnice Szczecińskiej. Ukończył także studia podyplomowe z zakresu gospodarki i finansów w gminach w Szkole Głównej Handlowej oraz Politechnice Wrocławskiej. Po studiach rozpoczął pracę w Urzędzie Miasta i Gminy Karlino jako specjalista ds. budownictwa, a 3 miesiące później awansował na stanowisko dyrektora Zakładu Gospodarki Komunalnej i Mieszkaniowej.
9 lutego 1993 roku został wybrany burmistrzem Karlina. W 1998 roku został przewodniczącym Związku Miast i Gmin Dorzecza Parsęty. W wyborach parlamentarnych w 2001 roku bezskutecznie kandydował do Sejmu w okręgu 40 z 2 miejsca z list Platformy Obywatelskiej RP uzyskując 3243 głosy (1,58%). W wyborach samorządowych w 2002 roku bezskutecznie kandydował do Sejmiku Województwa Zachodniopomorskiego z list Wspólnoty 2002 w okręgu 3.
W wyborach samorządowych w 2006 roku uzyskał reelekcję na stanowisku burmistrza uzyskując 2102 głosów (68,81%). W 2007 roku rozważano jego kandydaturę na stanowisko wojewody zachodniopomorskiego. W wyborach w samym roku bezskutecznie kandydował z list Platformy Obywatelskiej do Sejmu, uzyskując 4234 głosów (3,74%).
Został przewodniczącym Konwentu Wójtów, Burmistrzów i Prezydentów Województwa Zachodniopomorskiego, członkiem rady nadzorczej Regionalnych Wodociągów i Kanalizacji Sp. z o.o. w Białogardzie, prezesem Stowarzyszenia SOS Wioski Dziecięce, a w 2009 również prezesem Zachodniopomorskiej Regionalnej Organizacji Turystycznej.
W wyborach samorządowych w 2010 roku ponownie kandydował na urząd burmistrza z ramienia Karlińskiego Forum Samorządowego (jednocześnie należąc do Platformy Obywatelskiej RP). Uzyskał mandat w II turze z wynikiem 1764 głosów (54,03%). W wyborach parlamentarnych w 2011 roku kandydował z 10 miejsca listy PO w okręgu 40 do Sejmu. Nie uzyskał mandatu posła otrzymując 5 606 głosów (2,61%).
W wyborach w 2014 roku utrzymał mandat burmistrza w I turze z wynikiem 1780 głosów (53,68%). W tych samych wyborach bezskutecznie kandydował do Sejmiku Województwa Zachodniopomorskiego z ramienia PO. W wyborach samorządowych w 2018 roku uzyskał reelekcję na stanowisku burmistrza w pierwszej turze z wynikiem 2214 głosów (68,02%). W październiku 2021 roku został wybrany członkiem zarządu regionu zachodniopomorskiego Platformy Obywatelskiej.
14 lutego 2024 roku został powołany na stanowisko prezesa Wojewódzkiego Funduszu Ochrony Środowiska i Gospodarki Wodnej w Szczecinie, w związku z czym zakończył pełnienie urzędu burmistrza. W wyborach samorządowych w tym samym roku uzyskał mandat do Sejmiku Województwa Zachodniopomorskiego. W związku z niemożnością łączenia funkcji radnego sejmiku z funkcją prezesa WFOŚ, zrezygnował z mandatu. Jego miejsce zajęła Karolina Siwek.

## Odznaczenia i wyróżnienia
- Odznaka Honorowa za Zasługi dla Samorządu Terytorialnego (2015)[23]
- Srebrny Krzyż Zasługi (2002)[24]
- Brązowy Krzyż Zasługi (1996)[25]

## Życie prywatne
Jest żonaty, ma troje dzieci.